# Требушки (Рязанская область)
Требушки — деревня в Рыбновском районе Рязанской области. Входит в Пионерское сельское поселение.

## География
Находится в западной части Рязанской области на расстоянии приблизительно 36 км на запад-юго-запад по прямой от железнодорожного вокзала в городе Рыбное.

## История
На карте 1850 года показана как Требунка с 9 дворами. В 1859 году здесь (тогда деревня Малое Щекотово или Требунки Михайловского уезда Рязанской губернии) было учтено 8 дворов, в 1897 (Щекотовские выселки)— 15.

## Население
Численность населения: 78 человек (1859 год), 132 (1897), 1 в 2002 году (русские 100 %), 0 в 2010.